# Френсдорф
Френсдорф (нем. Frensdorf) — община  в Германии, в Республике Бавария. 
Подчиняется административному округу Верхняя Франкония. Входит в состав района Бамберг.  Население составляет 4890 человек (на 31 декабря 2010 года). Занимает площадь 43,96 км². Местные регистрационные номера транспортных средств (коды автомобильных номеров) (нем. Kraftfahrzeugkennzeichen) — BA.
Община подразделяется на 14 сельских округов.

## Население
По оценке на 31 декабря 2015 года население общины составляет 4961 чел.
| Дата      | 1840 | 1871 | 1900 | 1925 | 1939 | 1950 | 1961 | 1970 | 1987 | 2011 |
| --------- | ---- | ---- | ---- | ---- | ---- | ---- | ---- | ---- | ---- | ---- |
| Население | 2323 | 2346 | 2278 | 2371 | 2320 | 3192 | 2899 | 3042 | 3541 | 4875 |

| Год       | 1960 | 1970 | 1980 | 1990 | 2000 | 2009 | 2010 | 2011 | 2012 | 2013 | 2014 | 2015 |
| --------- | ---- | ---- | ---- | ---- | ---- | ---- | ---- | ---- | ---- | ---- | ---- | ---- |
| Население | 2840 | 3094 | 3261 | 3831 | 4680 | 4878 | 4890 | 4882 | 4875 | 4865 | 4916 | 4961 |